# Бени-сюр-Мер
Бени́-сюр-Мер (фр. Bény-sur-Mer) — коммуна во Франции, находится в регионе Нижняя Нормандия. Департамент коммуны — Кальвадос. Входит в состав кантона Крёлли. Округ коммуны — Кан.
Код INSEE коммуны — 14062.

## Население
Население коммуны на 2010 год составляло 347 человек.
| 1962 | 1968 | 1975 | 1982 | 1990 | 1999 | 2010 |
| ---- | ---- | ---- | ---- | ---- | ---- | ---- |
| 296  | 288  | 272  | 270  | 278  | 316  | 347  |

## Экономика
В 2010 году среди 229 человек трудоспособного возраста (15—64 лет) 191 были экономически активными, 38 — неактивными (показатель активности — 83,4 %, в 1999 году было 73,3 %). Из 191 активных жителей работали 173 человека (88 мужчин и 85 женщин), безработных было 18 (10 мужчин и 8 женщин). Среди 38 неактивных 13 человек были учениками или студентами, 8 — пенсионерами, 17 были неактивными по другим причинам.